# Edward Gardère
Edward Gardère   (Gérardmer, 25 de febrer de 1909 - Buenos Aires, 24 de juliol de 1997) va ser un tirador d'esgrima francès, especialista en floret, que va competir durant les dècades de 1930 i 1940. Una vegada retirat de la pràctica esportiva es dedicà a ensenyar la seva pràctica, obrint una escola d'esgrima. Era germà del també tirador d'esgrima André Gardère.
El 1932 va prendre part en els Jocs Olímpics de Los Angeles, on disputà tres proves del programa d'esgrima. Guanyà la medalla d'or en la competició de floret per equips, mentre en les altres dues proves quedà eliminat en sèries. Quatre anys més tard, als Jocs de Berlín, va disputar quatre proves del fou programa d'esgrima. Guanyà la medalla de plata en les proves de floret individual i per equips, fou cinquè en la de sabre per equips i quedà eliminat en sèries en la de sabre individual.
En el seu palmarès també destaquen 10 campionats nacionals de floret individual entre 1930 i 1944, una xifra encara no superada, i quatre medalles al Campionat del Món d'esgrima, tres de plata i una de bronze entre 1937 i 1938.